# (640) Brambilla
(640) Brambilla – planetoida z grupy pasa głównego asteroid okrążająca Słońce w ciągu 5 lat i 224 dni w średniej odległości 3,16 j.a. Została odkryta 29 sierpnia 1907 roku w Landessternwarte Heidelberg-Königstuhl w Heidelbergu przez Augusta Kopffa. Nazwa planetoidy pochodzi od tytułowej bohaterki noweli Prinzessin Brambilla Ernsta Hoffmanna. Przed jej nadaniem planetoida nosiła oznaczenie tymczasowe (640) 1907 ZW.